# Kenauspoorbrug
De Kenauspoorbrug is een vaste spoorbrug in de Noord-Hollandse stad Haarlem. De brug ligt ten westen van Station Haarlem in de spoorlijn Amsterdam - Rotterdam (Oude Lijn) vlak voor de driesprong in de richtingen van Alkmaar (noord), Zandvoort (west) en Leiden (zuid). De brug overspant de Stadsbuitensingel aan de rand van de Stationsbuurt in Haarlem-Centrum. Tevens overspant de brug de flankerende rijwegen, fietspaden en trottoirs tussen de Kenaubrug en Verspronckbrug.
De brug werd omstreeks 1906 gebouwd over de Stadsbuitensingel in verband met de verhoging van de spoorlijnen. Zo kwam er even verderop een nieuw verhoogd station te liggen naar ontwerp van D.A.N. Margadant in Art Nouveau. De gietijzeren kolommen werden vervaardigd door IJzergieterij Deventer.

## Omschrijving
Het spoorwegviaduct rust op twee bruggenhoofden en drie rijen van vijftien gietijzeren kolommen ter breedte van zes dubbele sporen. De middelste rij kolommen staat op een langwerpige stuk muurwerk midden in de singelgracht.
Het dek van het viaduct bestaat uit naast elkaar liggende H-balken met beton in de tussenruimten. Deze H-balken rusten op dwars geplaatste H-balken die weer via korte H-stukken op de koppen van de gietijzeren pijlers rusten. De diverse onderdelen zijn met schroefboutverbindingen en klinkverbindingen aan elkaar vast gemaakt.
De bruggehoofden zijn gemetseld in rode baksteen op granieten plint. In het muurwerk bevinden zich spaarvelden met boogfries op kleine kraagstenen in graniet. In de randen van de spaarvelden is verblendsteen verwerkt. De overgang van de bruggehoofden naar de vleugelmuren bestaat uit een bossage van afgeronde blokken graniet.
De kolommen zijn in één stuk gegoten en bestaan uit een vierkante voetplaat, een achthoekige voet, een conische schacht die ter decoratie op twee plaatsen dubbel is omringd en een kop. De voetplaat rust op een granieten blok in het muurwerk van de basis. Op twee tegenover elkaar gelegen zijden van de voet staat IJZERGIETERIJ DEVENTER. Het viaduct heeft aan beide zijden een opengewerkte ijzeren borstwering die zich over de vleugelmuren voortzet.

## Waardering
Het in hoofdvorm en detaillering merendeels gaaf bewaarde spoorwegviaduct is van algemeen belang uit architectuurhistorisch en stedenbouwkundig oogpunt vanwege de typologische betekenis en als onderdeel van de reeks infrastructurele werken die rond 1905 in verband met de verhoging van de spoorlijn in Haarlem werd gerealiseerd.
sinds 23 november 1999 bedraagt deze brug een rijksmonument.